# Rainer Gebhardt
Rainer Gebhardt (* 7. Februar 1953 in Annaberg-Buchholz) ist ein deutscher Mathematiker und Mathematikhistoriker.

## Leben
An der Technischen Hochschule Karl-Marx-Stadt wurde er 1980 mit Untersuchungen zur Konstruktion von Strategien der sequentiellen Versuchsplanung zum Dr. rer. nat. promoviert. Hauptberuflich ist er als Leiter Kommunikation und Prozessmanagement des Sächsischen Textilforschungsinstituts e. V., An-Institut der TU Chemnitz, tätig.
Seit seiner Gründung 1991 ist Gebhardt Vorsitzender des Adam-Ries-Bundes. Im Fokus der Aktivitäten des Vereins stehen die Erschließung, die Bewahrung und die Vermittlung des kulturellen Erbes des Rechenmeisters Adam Ries, der im 16. Jahrhundert in Annaberg gelebt hatte. Neben Adam Ries und seiner Familie gilt die Aufmerksamkeit allgemein den Rechenmeistern der Frühen Neuzeit. Unter Führung von Gebhardt wurden zahlreiche historische Rechenbücher erworben und wissenschaftlich aufgearbeitet. Zu diesem Themenkreis, aber auch anderen regionalgeschichtlichen Fragestellung finden regelmäßig Kolloquien in Annaberg-Buchholz statt. Die Forschungsergebnisse werden in den Schriftenreihen des Adam-Ries-Bundes publiziert, von denen Gebhardt Mitherausgeber ist und zu denen er eigene Beiträge beisteuert.
Per 1. Mai 2010 wurde er zum Honorarprofessor für die Geschichte der Mathematik an der TU Dresden ernannt. Gebhardt lebt in Chemnitz-Grüna.
Er ist Nachfahre des Rechenmeisters Adam Ries in der 15. Generation und ein Cousin 2. Grades des Heimatforschers Bernd Schreiter.

## Ehrungen
Gebhardt erhielt 2008 vom Sächsischen Staatsministerium für Wissenschaft und Kunst den Preis für „verdienstvolle ehrenamtliche Arbeit zur Förderung des sächsischen Museumswesens“ verliehen. 2010 wurde er zum Sachsen-Ass in der Kategorie „Kunst und Kultur“ und 2011 zum Botschafter des Erzgebirges ernannt. Anlässlich seines 65. Geburtstages trug er sich am 10. Februar 2018 – im Rahmen eines Kolloquiums zum Erscheinen des ersten Rechenbuchs von Adam Ries 1518 – in das Goldene Buch der Stadt Annaberg-Buchholz ein. Am 4. Dezember 2019 wurde ihm von Bundespräsident Frank-Walter Steinmeier das Bundesverdienstkreuz am Bande verliehen.

## Schriften (Auswahl)
- Die gedruckten Bücher von Adam und Isaak Ries. Quellen zum Leben und Wirken Adam Ries’ und seiner Söhne – Band 5, Adam Ries-Bund Annaberg-Buchholz 2017. ISBN  978-3-944217-30-7
- mit Menso Folkerts: 25 Jahre Annaberger Rechenmeister-Kolloquien 1992–2017, Band 26 der Schriften des Adam-Ries-Bundes Annaberg-Buchholz 2017. ISBN 978-3-944217-29-1
- Friedrich Saalborn – Vom Arbeiten mit Holz und Farbe, Adam Ries-Bund Annaberg-Buchholz 2015. ISBN 978-3-944217-10-9